# Robert I., burgundski vojvoda
Robert I. Stari (1011. – 21. ožujka 1076.) bio je vojvoda Burgundije. Član dinastije Capet, Robert je bio sin francuskog kralja Roberta II. i brat Henrika I. Francuskog. Robertova majka bila je Konstancija Arleška.
Robert I. i njegova supruga Helena imali su kćer koja je znana kao Konstancija Burgundska, a čiji je suprug bio španjolski vladar Alfons VI. Hrabri.
Kralja Roberta II. naslijedio je njegov sin Henrik, dok je Robert, kao mlađi sin, vladao Burgundijom. Vojvoda Robert nije bio poznat po milosti. Nadimak koji je Robert stekao jest „Tvrdoglavi”.
Robertova je unuka bila Uraka, leonsko-kastiljska kraljica. Unuk Hugo I. naslijedio je Roberta.

## Djeca
Robertova i Helenina djeca:
- Hugo
- Henrik
- Robert
- Šimun
- Konstancija

Sa svojom drugom ženom, Ermengardom Blankom, Robert je imao kćer.
1. ↑  Robert je bio osnivač Burgundske dinastije.